# Zaroumbey Darey
Zaroumbey Darey (auch: Zaroum Dareye, Zaroumdareye, Zerma Daré) ist ein Dorf in der Landgemeinde Tondikiwindi in Niger.

## Geographie
Das von einem traditionellen Ortsvorsteher (chef traditionnel) geleitete Dorf liegt rund 56 Kilometer nordwestlich des Hauptorts Tondikiwindi der gleichnamigen Landgemeinde, die zum Departement Ouallam in der Region Tillabéri gehört. Die Staatsgrenze zu Mali befindet sich etwa 44 Kilometer nördlich von Zaroumbey Darey. Zu den größeren Dörfern in der Umgebung von Zaroumbey Darey zählt Tchioma Bangou im Südosten. Die Siedlung ist Teil der Übergangszone zwischen Sahel und Sahara.

## Geschichte
Mehr als 2500 Menschen aus Zaroumbey Darey und den umliegenden Weilern flohen im Sommer 2020 wegen der unsicheren Lage in das in derselben Landgemeinde gelegene Mangaïzé. Dem vorangegangen waren Entführungen, Plünderungen, Morde und Morddrohungen durch bewaffnete Gruppen. Durch einen islamistischen Anschlag auf die Nachbardörfer Zaroumbey Darey und Tchioma Bangou am 2. Januar 2021 wurden mindestens 100 Zivilisten getötet. In Zaroumbey Darey kamen dabei rund 30 Menschen ums Leben. Alle Getreidespeicher rund um das Dorf wurden in Brand gesteckt. Der Anschlag ereignete sich wenige Tage nach den Parlamentswahlen und dem ersten Durchgang der Präsidentschaftswahlen in Niger.

## Bevölkerung
Bei der Volkszählung 2012 hatte Zaroumbey Darey 855 Einwohner, die in 74 Haushalten lebten. Bei der Volkszählung 2001 betrug die Einwohnerzahl 591 in 61 Haushalten und bei der Volkszählung 1988 belief sich die Einwohnerzahl auf 560 in 57 Haushalten.

## Wirtschaft und Infrastruktur
Es gibt eine Grundschule im Dorf.